# 提克阿热克镇
提克阿热克镇，是中华人民共和国新疆维吾尔自治区伊犁哈萨克自治州巩留县下辖的一个乡镇级行政单位。
2016年7月13日，新疆维吾尔自治区人民政府批复同意撤销提克阿热克乡建制，设立提克阿热克镇。

## 行政区划
提克阿热克镇下辖以下地区：
阔克阿尕什村、提克阿热克村、小莫因古则尔村、萨尔布群村、奥尔塔买里村、阔那桑村、阿克巴斯陶村和塔勒德村。